# Équipe de Tunisie masculine de basket-ball
Cet article traite de l'équipe masculine. Pour l'équipe féminine, voir Équipe de Tunisie féminine de basket-ball.
Maillots
L'équipe de Tunisie masculine de basket-ball (arabe : منتخب تونس لكرة السلة) est l'équipe nationale qui représente la Tunisie dans les compétitions internationales masculine de basket-ball. Elle est placée sous l'égide de la Fédération tunisienne de basket-ball et affiliée à la Fédération internationale de basket-ball depuis 1956. Elle est surnommée « Les Aigles de Carthage ».
Elle a participé à l'AfroBasket à 23 reprises. En termes de performances réussies, elle est inférieure aux équipes traditionnellement fortes du Sénégal, de la Côte d'Ivoire et de l'Égypte. En 2011, l'équipe nationale tunisienne est devenue championne d'Afrique pour la première fois de son histoire, en battant l'équipe d'Angola en finale de l'AfroBasket 2011. Le précédent succès de l'équipe était une médaille d'argent au championnat d'Afrique à domicile de 1965. L'équipe a également remporté des médailles de bronze lors des compétitions de 1970, 1974, 2009 et 2015.

## Histoire
En 2011, elle devient championne d'Afrique pour la première fois de son histoire en battant l'Angola en finale (67-56), se qualifiant ainsi pour les Jeux olympiques de 2012. Son précédent succès remonte à la médaille d'argent au championnat d'Afrique 1965 joué à domicile.
Elle a également remporté le bronze lors de la même compétition en 1970, 1974, 2009 (atteignant les quarts de finale pour la première fois depuis 1974 et se qualifiant pour le championnat du monde 2010 et pour sa première coupe du monde) et 2015.
En 2017, en tant que co-organisatrice, la Tunisie remporte son deuxième titre de champion d'Afrique en battant le Nigeria (77-65) en finale,. Elle conserve son titre en 2021 en battant la Côte d'Ivoire en finale (78-75).
Au niveau arabe, la Tunisie participe quatorze fois au championnat arabe, remporte le titre quatre fois en 1981, 1983, 2008 et 2009, tandis qu'elle arrive à la deuxième place en 2022 face au Liban (69-72) et à la troisième place quatre fois, la dernière en 2023.

## Résultats

### Palmarès
| Compétitions mondiales                             | Compétitions continentales | Autres compétitions |
| -------------------------------------------------- | --- | --- |
| - Jeux olympiques - Néant - Coupe du monde - Néant | - AfroBasket (3) - Vainqueur en 2011, 2017 et 2021 - Finaliste en 1965 - Troisième en 1970, 1974, 2009 et 2015 - AfroCan - Néant - Jeux africains (1) - Vainqueur en 1973 - Troisième en 1978 | - Championnat arabe (4) - Vainqueur en 1981, 1983, 2008 et 2009 - Finaliste en 2022 et 2025 - Troisième en 1991, 1992, 2002 et 2023 - Jeux panarabes - Troisième en 1957, 1985 et 1992 - Jeux méditerranéens - Troisième en 2013 - Jeux de la Francophonie - Troisième en 2005 et 2009 - Coupe Stanković - Finaliste en 2018 - Troisième en 2012 et 2019 - Coupe internationale Roi Abdallah II (1) - Vainqueur en 2008 - Finaliste en 2004, 2007 et 2011 - Troisième en 2003 et 2021 - Tournoi de République tchèque - Finaliste en 2019 - Tournoi international de Dubaï - Finaliste en 2025 |

### Parcours en compétitions internationales

#### Jeux olympiques
| Année | Position                            |      | Année         | Position     |               | Année | Position |
| 1936  | Non inscrite (protectorat français) | 1976 | Non qualifiée | 2008         | Non qualifiée |       |          |
| 1948  | Non inscrite (protectorat français) | 1980 | Non qualifiée | 2012         | 11e           |       |          |
| 1952  | Non inscrite (protectorat français) | 1984 | Non qualifiée | 2016         | Non qualifiée |       |          |
| 1956  | Non qualifiée                       | 1988 | Non qualifiée | 2020         | Non qualifiée |       |          |
| 1960  | Non qualifiée                       | 1992 | Non qualifiée | 2024         | Non qualifiée |       |          |
| 1964  | Non qualifiée                       | 1996 | Non qualifiée | 2028         | -             |       |          |
| 1968  | Non qualifiée                       | 2000 | Non qualifiée | 2032         | -             |       |          |
| 1972  | Non qualifiée                       | 2004 | Non qualifiée | Pays inconnu | -             |       |          |

#### Coupe du monde
| Année | Position                            |      | Année         | Position |               | Année | Position |
| 1950  | Non inscrite (protectorat français) | 1978 | Non qualifiée | 2006     | Non qualifiée |       |          |
| 1954  | Non inscrite (protectorat français) | 1982 | Non qualifiée | 2010     | 24e           |       |          |
| 1959  | Non qualifiée                       | 1986 | Non qualifiée | 2014     | Non qualifiée |       |          |
| 1963  | Non qualifiée                       | 1990 | Non qualifiée | 2019     | 20e           |       |          |
| 1967  | Non qualifiée                       | 1994 | Non qualifiée | 2023     | Non qualifiée |       |          |
| 1970  | Non qualifiée                       | 1998 | Non qualifiée | 2027     | -             |       |          |
| 1974  | Non qualifiée                       | 2002 | Non qualifiée | 2031     | -             |       |          |

#### AfroBasket
| Année | Position      |      | Année         | Position     |           | Année | Position |
| 1962  | Non qualifiée | 1983 | Non qualifiée | 2005         | 8e        |       |          |
| 1964  | 4e            | 1985 | 8e            | 2007         | 6e        |       |          |
| 1965  | Finaliste     | 1987 | 5e            | 2009         | Troisième |       |          |
| 1968  | Non qualifiée | 1989 | 8e            | 2011         | Vainqueur |       |          |
| 1970  | Troisième     | 1992 | 7e            | 2013         | 9e        |       |          |
| 1972  | 5e            | 1993 | 8e            | 2015         | Troisième |       |          |
| 1974  | Troisième     | 1995 | Non qualifiée | 2017         | Vainqueur |       |          |
| 1975  | 5e            | 1997 | Non qualifiée | 2021         | Vainqueur |       |          |
| 1978  | Non qualifiée | 1999 | 5e            | 2025         | -         |       |          |
| 1980  | Non qualifiée | 2001 | 4e            | 2029         | -         |       |          |
| 1981  | 6e            | 2003 | 6e            | Pays inconnu | -         |       |          |

## Effectif actuel
Légende : 1 (meneur), 2 (arrière), 3 (ailier), 4 (ailier fort), 5 (pivot)

## Entraîneurs
Les entraîneurs qui se sont succédé à la tête de l'équipe nationale depuis l'indépendance sont les suivants :
- 1957-1959 : Hammadi Driss ( Tunisie)
- 1960-1961 : Griffith[Qui ?] ( États-Unis)
- 1961-1962 : Borhane Errais ( Tunisie)
- 1962-1962 : Lamine Kallel ( Tunisie)
- 1962-1963 : Miodrag Stefanović (en) ( RFP Yougoslavie)
- 1963-1965 : Borhane Errais ( Tunisie)
- 1965-1966 : Valensky[Qui ?] ( Pologne)
- 1966-1967 : George Faherty ( États-Unis)
- 1967-1968 : Ludmil Katarinsky ( Pologne)
- 1968-1971 : Igor Tocigl ( Yougoslavie)
- 1971-1971 : Václav Krása ( Tchécoslovaquie)
- 1971-1972 : Bill Sweek ( États-Unis)
- 1972-1978 : Mohamed Senoussi ( Tunisie)
- 1978-1979 : Khaled Senoussi ( Tunisie)
- 1979-1981 : Mohamed Senoussi ( Tunisie)
- 1981-1981 : Khaled Senoussi ( Tunisie)
- 1982-1983 : Mohamed Zaouali ( Tunisie)
- 1983-1987 : Youri Velligoura ( Union soviétique)
- 1988-1990 : Ridha Laabidi ( Tunisie)
- 1990-1991 : Mohamed Senoussi ( Tunisie)
- 1991-1992 : Khaled Senoussi ( Tunisie)
- 1992-1994 : Mohamed Zaouali ( Tunisie)
- 1994-1996 : Igor Tocigl ( RF Yougoslavie)
- 1997-1998 : Moncho Monsalve ( Espagne)
- 1998-1999 : Mustapha Bouchenak ( Tunisie)
- 1999-2000 : Zoran Zupecevic ( RF Yougoslavie)
- 2000-2001 : Francis Jordane ( France) et Mounir Ben Sliman ( Tunisie)
- 2001-2002 : Adel Tlatli ( Tunisie)
- 2002-2003 : Marijan Novović (en) ( RF Yougoslavie)
- 2004-2004 : Walid Gharbi ( Tunisie)
- 2004-2016 : Adel Tlatli ( Tunisie)
- 2016-2020 : Mário Palma ( Portugal)
- 2020-2022 : Dirk Bauermann ( Allemagne)
- 2022 : Erman Kunter ( Turquie) ( France)
- 2023 : Mário Palma ( Portugal)
- depuis 2023 : Mehdy Mary ( France)